# Потерянное искусство пота на лбу
«Поте́рянное иску́сство по́та на лбу» (англ. The Lost Art of Forehead Sweat) — четвёртый эпизод одиннадцатого сезона американского научно-фантастического телесериала «Секретные материалы». Премьера состоялась 24 января 2018 года. Сценаристом и режиссёром выступил Дэрин Морган. Серия посвящена эффекту Манделы. Содержит политическую сатиру.

## Сюжет
Малдер возвращается домой с охоты на йети и после телефонного разговора со Скалли обнаруживает на окне условный знак в виде буквы X. На подземной парковке он встречает незнакомца, который пытается убедить Малдера в том, что правительство манипулирует сознанием людей и воздействует на их воспоминания. Он приводит в пример то, что первой серией популярного сериала «Сумеречная зона», которую Малдер посмотрел в детстве, был «Пропавший марсианин», хотя на самом деле такой серии не существует. Незнакомец также встречается с агентом Скалли и даёт ей упаковку желе со своими отпечатками пальцев, но ей не удаётся установить его личность.
Малдер и Скалли обсуждают эффект Манделы: ошибочные воспоминания о событиях, которых никогда не было. В ходе новой встречи с агентами незнакомец называет себя Реджи. Он рассказывает, что во время вторжения США на Гренаду был студентом-медиком в больнице, куда привезли инопланетянина с летающей тарелки, потерпевшей крушение у берегов Гренады. Став свидетелем захвата пришельца агентами спецслужб, Реджи решает бросить учиться на врача, приходит в ФБР и становится основателем отдела «Секретных материалов», а впоследствии является напарником Малдера и Скалли. Так, он присутствует в подвальном офисе X-Files в 1993 году, когда там впервые появляется Скалли, и вспоминает другие яркие моменты совместной работы.
Реджи заявляет, что организатором системы манипулирования коллективной памяти является доктор Они́. Малдер встречается с ним в общественном парке. Доктор объясняет, что Малдеру пришёл конец: время, когда власть имущие любой ценой стремились хранить свои секреты в тайне, закончилось. По словам Они, в открытом постконспирологическом обществе всем плевать на истину, поскольку больше никто не видит разницу между правдой и фальшивкой. Каждый может верить во что хочет, и все так и делают.
Скалли удаётся установить личность Реджи, который носит фамилию Мергатроид. После школы Реджи записался в армию и участвовал во вторжении на Гренаду, где получил от противника удар по голове лопатой. После увольнения с военной службы он занимался бюрократической работой в различных федеральных агентствах, в том числе в Почтовой службе США, Налоговом управлении, Комиссии по ценным бумагам и биржам, ЦРУ, Пентагоне и АНБ. Год назад после нервного срыва Реджи поместили в психиатрическую лечебницу, откуда он сбежал. По словам Малдера, Реджи, используя информацию из незаконной прослушки, погрузился в иллюзии и возомнил себя частью команды, которая всё ещё борется за истину и справедливость.
За Реджи приезжает карета скорой помощи. Он вспоминает о своём последнем совместном деле с Малдером и Скалли. Пришелец доставляет на землю обломки космического аппарата «Вояджер», в том числе золотые пластинки. Межгалактический посланник, похожий голосом и манерой речи на Дональда Трампа, сообщает, что после многих лет исследований инопланетяне решили больше не контактировать с землянами, а также намерены пресекать их попытки проникнуть в дальний космос. Для этого будет построена невидимая электромагнитная стена, которая будет разрушать любой аппарат, посланный за пределы Солнечной системы. Он даёт Малдеру книгу под названием «Ответы на все вопросы» и желает агентам удачи. Малдер осознаёт, что Секретным материалам конец: пришельцы дали ответы на все вопросы, в том числе и о йети. Он роняет книгу и в отчаянии падает на землю.
В настоящем времени Реджи увозят обратно в психушку. К удивлению Малдера и Скалли, Уолтер Скиннер узнаёт Реджи и спрашивает, куда его повезли.
Малдер и Скалли смотрят дома серию «Пропавший марсианин», которая на самом деле оказалась не из сериала «Сумеречная зона», а из его дешёвой имитации. Скалли собирается приступить к поеданию желе, но затем останавливается и произносит: «Хочу помнить, как это было».

## Производство
Вы знаете, кто я такой? Я — Фокс Малдер! Я боролся с произволом и раскрывал заговоры до того, как вы увидели свой первый химтрейл, уроды! Я — Фокс, мать его, Малдер, придурки! Я — Фокс Малдер! Фокс Малдер!

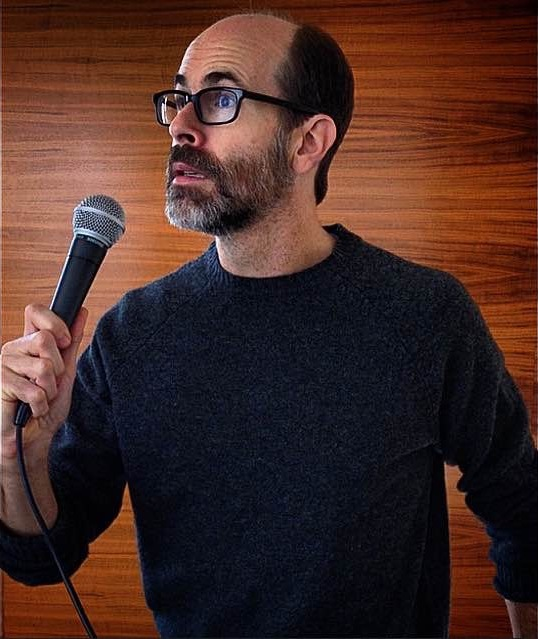
Брайан Хаски

Автором сценария и режиссёром постановщиком выступил Дэрин Морган. Серия посвящена теории заговора, поддельным новостям и содержит множество отсылок к другим сериям, а также ряду сериалов, таких как «Сумеречная зона». Для съёмок в этой серии был приглашен актёр Брайан Хаски, известный благодаря сериалу «Люди Земли», он исполнил роль Реджи, агента ФБР, чьё удостоверение можно увидеть в начальных титрах предыдущей серии. О его участии в съёмках стало известно в сентябре 2017 благодаря фотографии со съёмок, размещённой актрисой Джиллиан Андерсон на своей странице. Для того чтобы сделать историю Реджи правдоподобной, его персонаж был добавлен в ряд оригинальных серий, таких как: «Тумс», «Последний отдых Клайда Бракмана», «Тезо-дос-Бихос», «Дом», «Ничтожество», «Необычные подозреваемые». Съёмка встречи Малдера и доктора Они проходила в «Лабиринте смеха» в Ванкувере. Сюжет серии построен вокруг эффекта Манделы. Основным вопросом серии является «Кто же такой Реджи»? Теглайн серии гласит «Я хочу вспомнить».
| «              | Я был поклонником Брайана уже некоторое время. Я просто должен был сражаться за него. | » |
| — Дэрин Морган |                                                                                       |   |

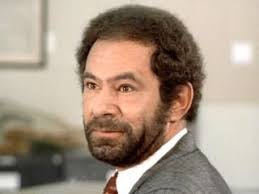
Стюарт Марголин

Постановщик эпизода Морган сетовал на то, что у него вновь возникли сложности: по какой-то причине его выбор актёра не одобряло руководство. Он также был уверен, что подобная ситуация повторится ещё не раз. По мнению режиссёра, эпизод может заставить зрителя погрузиться в ностальгию. Зная о том, что Джиллиан Андерсон объявила о своём уходе, а Крис Картер заявил, что без неё не будет «Секретных материалов», Морган снимал три своих последних эпизода, учитывая, что они могут оказаться последними для него.
Дэвид Духовны лестно отзывался о работе с Морганом, считая его персонажей интересными, а самого режиссёра талантливым сценаристом и постановщиком. Для исполнения эпизодической роли доктора Они Морган пригласил Стюарта Марголина, чьей работой остался очень доволен. Идея ввести третьего члена команды пришла к режиссёру внезапно и показалась интересной ещё и потому, что такого в сериале ещё никто не делал. Режиссёр также отмечал, что снимать каждую новую серию интересно и тяжело и легче не становится, так как каждая серия — это отдельная история.